# Pantodonta
Sous-ordre
Les Pantodonta, en français pantodontes, forment un sous-ordre éteint de mammifères de l'ordre des cimolestiens, ayant vécu durant le Paléocène et l'Éocène.

## Description

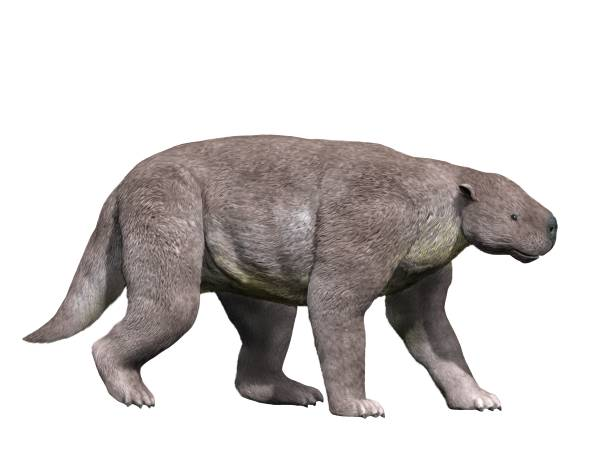
Reconstitution de Barylambda faberi.

C'étaient des plantigrades à 5 doigts, au corps massif.

## Liste des familles
- Bemalambdidae
- Eupantodontia
  - Archaeolambdidae
  - Barylambdidae
  - Coryphodontidae
  - Cyriacotheriidae
  - Harpyodidae
  - Pantolambdidae
  - Pantolambdodontidae
  - Pastoralodontidae
  - Titanoideidae
  - Wangliidae